# VII. bojna skupina (Slovensko domobranstvo)
VII. bojna skupina je bila bojna skupina (v moči bataljona), ki je delovala v sestavi Slovenskega domobranstva med drugo svetovno vojno.

## Zgodovina
Bojna skupina je bila ustanovljena decembra 1943 in bila februarja 1944 razpuščena. Zadolžena je bila za varovanje železniške proge Ljubljana-Ribnica.

## Poveljstvo
Poveljniki
- stotnik Rudolf Marn

## Sestava
- štab
- 21. četa
- 23. četa
- 27. četa
- 28. četa